# Super Bowl XVII
Super Bowl XVII je bio završna utakmica 63. po redu sezone nacionalne lige američkog nogometa. U njoj su se sastali pobjednici NFC konferencije Washington Redskinsi i pobjednici AFC konferencije Miami Dolphinsi. Pobijedili su Redskinsi rezultatom 27:17, te tako osvojili svoj prvi naslov prvaka.
Utakmica je odigrana na stadionu Rose Bowl u Pasadeni u Kaliforniji, kojoj je to bilo treće domaćinstvo Super Bowla (nakon Super Bowla XI 1977. godine i Super Bowla XIV 1980. godine).

## Tijek utakmice
| Četvrtina | Vrijeme | Momčad | Informacija o promjeni rezultata                                                                   | Rezultat | Rezultat |
| Četvrtina | Vrijeme | Momčad | Informacija o promjeni rezultata                                                                   | Redskins | Dolphins |
| --------- | ------- | ------ | -------------------------------------------------------------------------------------------------- | -------- | -------- |
| 1         | 8:11    | MIA    | touchdown dodavanjem (Woodley-Cefalo), uspješan pokušaj za dodatni poen (von Schamann)             | 0        | 7        |
| 2         | 14:39   | WAS    | field goal (Moseley)                                                                               | 3        | 7        |
| 2         | 6:00    | MIA    | field goal (von Schamann)                                                                          | 3        | 10       |
| 2         | 1:51    | WAS    | touchdown dodavanjem (Theismann-Garrett), uspješan pokušaj za dodatni poen (Moseley)               | 10       | 10       |
| 2         | 1:38    | MIA    | touchdown nakon vraćanja početnog udarca (Walker), uspješan pokušaj za dodatni poen (von Schamann) | 10       | 17       |
| 3         | 8:09    | WAS    | field goal (Moseley)                                                                               | 13       | 17       |
| 4         | 10:01   | WAS    | touchdown probijanjem (Riggins), uspješan pokušaj za dodatni poen (Moseley)                        | 20       | 17       |
| 4         | 1:55    | WAS    | touchdown dodavanjem (Theismann-Brown), uspješan pokušaj za dodatni poen (Moseley)                 | 27       | 17       |

## Statistika utakmice

### Statistika po momčadima
| Statistika                                                      | Washington Redskins | Miami Dolphins |
| --------------------------------------------------------------- | ------------------- | -------------- |
| Prvih pokušaja                                                  | 24                  | 9              |
| Ukupno osvojenih jardi                                          | 400                 | 176            |
| Broj napada probijanjem                                         | 52                  | 29             |
| Ukupno jardi osvojenih probijanjem                              | 276                 | 96             |
| Broj napada s kompletiranim dodavanjem/ukupno napada dodavanjem | 15/23               | 4/17           |
| Ukupno jardi osvojenih dodavanjem                               | 124                 | 80             |
| Izgubljenih lopti                                               | 2                   | 2              |
| Prekršaji (izgubljenih jardi)                                   | 5 (36)              | 4 (55)         |
| Vrijeme posjeda lopte (min:s)                                   | 36:15               | 23:45          |

### Statistika po igračima
| Quarterback         | Dodavanja* | Yds** | TD*** | Int**** |
| ------------------- | ---------- | ----- | ----- | ------- |
| Joe Theismann (WAS) | 15/23      | 143   | 2     | 2       |
| David Woodley (MIA) | 4/14       | 97    | 1     | 1       |

Napomena: * - broj kompletiranih dodavanja/ukupno dodavanja, ** - ukupno jardi dodavanja, *** - broj touchdownova (polaganja), **** - broj izgubljenih lopti